# Nesiotoniscus dianae
Nesiotoniscus dianae är en kräftdjursart som först beskrevs av Albert Vandel1953.  Nesiotoniscus dianae ingår i släktet Nesiotoniscus och familjen Trichoniscidae. Inga underarter finns listade i Catalogue of Life.